# Безодня (гурт)
Безодня — український альтернативний рок-гурт з Хмельницького.

## Історія
Гурт «Безодня» було засновано 18 квітня 2005 р. Олександром Банашко (гітара-вокал) і Михайлом Мельником (гітара).
У стартовій четвірці також були Віталій Клак (барабани) та Ігор Когут (бас-гітара). У такому складі музиканти зіграли свій перший концерт.
Згодом до «Безодні» приєднався Сергій Левченко (гітара).
Гурт брав участь у благодійних акціях, грав на різних музичних майданчиках, насамперед у Хмельницькому, виступав на розігріві популярної групи «Таліта Кум». Це був перший концерт колективу на великій сцені.
Згодом «Безодню» покинув бас-гітарист. Замість нього було запрошено Олексія Брагіна.
У 2006 р. на аматорській студії було записано демо-пісні «Загублені люди» й «Не забувай», які швидко набули популярності в місті й за його межами. Цього ж року гурт у складі драмера Володимира Домбровського записав пісню "Сила води, виступив на масштабних фестивалях «Тарас Бульба», «Висадка», «Нівроку».
У кінці 2006 р. через розбіжність музичних поглядів «Безодню» покинули Сергій Левченко й Олексій, Брагін. Замість них взяли Євгена Вебера (гітара) й Миколу Тимченка (бас-гітара). У новому складі гурт посів перше місце на відбірковому фестивалі «Червона Рута-2006».
У 2007 р. було завершено роботу над дебютним альбомом «НЕ МОВЧИ!», який містив 11 композицій. У березні 2008 р. платівку успішно презентовано. Того ж року гурт виступав на фестивалях «Висадка», «Руйнація», «Зрив», з групами «ТОЛ», «АННА», «Фліт», «Димна Суміш» та іншими.
У липні 2008 р. через особисті причини гурт покинув гітарист Михайло Мельник. Деякий час хлопці виступали вчотирьох. На початку вересня до колективу тимчасово повернувся Сергій Левченко. Гурт професійно зміцнів.
У 2009 р. на вакансію гітариста було взято Сергія Костюка. На радіостанціях України звучить сингл «Сила води», на який у Києві було знято кліп.
У 2010 р. гурт залишив Євген Вебер. Гітаристом знову став Олександр Банашко. 25 січня було презентовано відео роботу на пісню «Сила води». Упродовж року колектив гастролював: грав у клубах, на фестивалях «Захід-2010», «Бандерштат». та ін.
У 2011 р. гурт продовжує виступати в західній і центральній Україні.
У червні на радіостанціях і в мережі відбулася прем'єра пісні «Не затримуй час». У вересні було випущено сингл «Живи», гурт продовжує працювати над новим матеріалом та записами.
У 2012 р. Між репетиціями та концертами триває робота над записом другого альбому. 6 лютого гурт презентує сингл «Все Зле Я Вбив», 25 травня оприлюднюється відео робота на пісню «Все Зле Я Вбив». 25 листопада презентація синглу «Мій Сон», а 30 листопада і відео.
У 2013 презентовано сингл «Аромати», записаний спільно з екс-учасником гурту Карна Олексієм Ярошем.
23 травня 2014 року музиканти презентують новий довгоочікуваний альбом «Радіохулігани», відбувається великий концерт-презентація в рідному Хмельницькому..

## Склад
- Банашко Олександр — вокал, гітара (березень 2005 — сьогоднішній день)
- Домбровський Володимир — барабани (травень 2006 — сьогоднішній день)
- Тимченко Микола — бас (жовтень 2006 — сьогоднішній день)
- Костюк Сергій — гітара (серпень 2009 — сьогоднішній день)

### Колишні учасники
- Когут Ігор — бас (березень 2005 — вересень 2005)
- Клак Віталій — барабани (березень 2005 — квітень 2006)
- Мельник Михайло — гітара (березень 2005 — липень 2008)
- Брагін Олексій — бас (жовтень 2005 — жовтень 2006)
- Левченко Сергій — гітара (травень 2005- жовтень 2006), (вересень 2008 — серпень 2009)
- Вебер Євген — гітара (жовтень 2006 — грудень 2009)

## Дискографія

### Альбоми
- Не мовчи (2008)
- Радіохулігани[1] (2014)

### Сингли
| Випущено                                | 26 жовтня 2009                 |                        |  |  |
| Тип                                     | сингл/пісня                    |                        |  |  |
| Записано                                | 2008                           |                        |  |  |
| Жанр                                    | Альтернативний рок Пост-грандж |                        |  |  |
| Мова                                    | українська                     |                        |  |  |
| Тривалість                              | 3:42 (тривалість відео)        |                        |  |  |
| Автор слів                              | Олександр Банашко              |                        |  |  |
| Хронологія Безодня                      |                                |                        |  |  |
| Сила води (2009) Не затримуй час (2011) |                                |                        |  |  |
|                                         |                                |                        |  |  |
|                                         |                                |                        |  |  |
|                                         |                                |                        |  |  |
|                                         |                                |                        |  |  |
|                                         |                                |                        |  |  |
|                                         | Сила води (2009)               | Не затримуй час (2011) |  |  |

|  | Сила води (2009) | Не затримуй час (2011) |

| 2011 — «Не затримуй час» |
| ------------------------ |
|                          |

| Випущено                                                 | 7 вересня 2011              |                       |  |  |
| Тип                                                      | сингл                       |                       |  |  |
| Записано                                                 | 2011                        |                       |  |  |
| Жанр                                                     | Альтернатива/гранж Панк рок |                       |  |  |
| Мова                                                     | українська                  |                       |  |  |
| Тривалість                                               | 10:18 (сумарна тривалість)  |                       |  |  |
| Автор слів                                               | Олександр Банашко           |                       |  |  |
| Хронологія Безодня                                       |                             |                       |  |  |
| Не затримуй час (2011) Живи (2011) Все зле я вбив (2012) |                             |                       |  |  |
|                                                          |                             |                       |  |  |
|                                                          |                             |                       |  |  |
|                                                          |                             |                       |  |  |
|                                                          |                             |                       |  |  |
|                                                          |                             |                       |  |  |
| Не затримуй час (2011)                                   | Живи (2011)                 | Все зле я вбив (2012) |  |  |

| Не затримуй час (2011) | Живи (2011) | Все зле я вбив (2012) |

| Випущено                                         | 6 лютого 2012               |                |  |  |
| Тип                                              | сингл/пісня                 |                |  |  |
| Записано                                         | 2011                        |                |  |  |
| Жанр                                             | альтернативний рок поп-панк |                |  |  |
| Мова                                             | українська                  |                |  |  |
| Тривалість                                       | 3:23                        |                |  |  |
| Автор слів                                       | Олександр Банашко           |                |  |  |
| Хронологія Безодня                               |                             |                |  |  |
| Живи (2011) Все зле я вбив (2012) Мій сон (2012) |                             |                |  |  |
|                                                  |                             |                |  |  |
|                                                  |                             |                |  |  |
|                                                  |                             |                |  |  |
|                                                  |                             |                |  |  |
|                                                  |                             |                |  |  |
| Живи (2011)                                      | Все зле я вбив (2012)       | Мій сон (2012) |  |  |

| Живи (2011) | Все зле я вбив (2012) | Мій сон (2012) |

| Випущено                                            | 25 листопада 2012          |                |  |  |
| Тип                                                 | сингл/пісня                |                |  |  |
| Записано                                            | 2012                       |                |  |  |
| Жанр                                                | Альтернативний рок Поп-рок |                |  |  |
| Мова                                                | українська                 |                |  |  |
| Тривалість                                          | 3:50                       |                |  |  |
| Автор слів                                          | Олександр Банашко          |                |  |  |
| Хронологія Безодня                                  |                            |                |  |  |
| Все зле я вбив (2012) Мій сон (2012) Аромати (2013) |                            |                |  |  |
|                                                     |                            |                |  |  |
|                                                     |                            |                |  |  |
|                                                     |                            |                |  |  |
|                                                     |                            |                |  |  |
|                                                     |                            |                |  |  |
| Все зле я вбив (2012)                               | Мій сон (2012)             | Аромати (2013) |  |  |

| Все зле я вбив (2012) | Мій сон (2012) | Аромати (2013) |

| 2013 — «Аромати» (feat. Олексій Ярош, екс-Карна) |
| ------------------------------------------------ |
|                                                  |

| Попередній | «Аромати» (2013) |

|  | Наступний |

| Попередній | «Аромати» (2013) |

|  | Наступний |

| Попередній | «Аромати» (2013) |

|  | Наступний |

| Попередній | «Аромати» (2013) |

|  | Наступний |

|                     | «Ми дуже сподіваємось, що серед нашого оточення є мінімум людей яким байдуже, що буде з нашою країною. Ми не планували, але все ж викладаємо наступний синґл Відсутність Мрій у вільний доступ». |
| — Олександр Банашко | |

| Попередній | «Відсутність мрій» (2013) |

|  | Наступний |

| Попередній | «Відсутність мрій» (2013) |

|  | Наступний |

| Попередній | «Відсутність мрій» (2013) |

|  | Наступний |

| Попередній | «Відсутність мрій» (2013) |

|  | Наступний |

## Відеокліпи
- «Загублені люди» (концертний кліп, 2005)[8]
- Сила Води (2009)[3]
- Все Зле Я Вбив (2012)[9]
- Мій Сон (2012)[10]
- Радіохулігани (2014)[11]